# Sellía
Sellía (Sellia) är en ort i Grekland.   Den ligger i prefekturen Nomós Rethýmnis och regionen Kreta, i den sydöstra delen av landet, 300 km söder om huvudstaden Aten. Sellía ligger 292 meter över havet och antalet invånare är 316.
Terrängen runt Sellía är varierad. Havet är nära Sellía åt sydväst.  Närmaste större samhälle är Rethymnon, 19,9 km norr om Sellía. Omgivningarna runt Sellía är en mosaik av jordbruksmark och naturlig växtlighet.